# Santo Spirito dei Napoletani
Santo Spirito dei Napoletani är en kyrkobyggnad i Rom, helgad åt den Helige Ande. Kyrkan är belägen vid Via Giulia i Rione Regola och tillhör församlingen Santa Maria in Vallicella.
Santo Spirito är napolitanarnas kyrka i Rom.

## Kyrkans historia
Första kyrkan på denna plats bar namnet Sancti Austerii de Campo Senense; den omnämns i en bulla promulgerad av påve Urban III år 1186. Helgonet Austerius eller Asterius var enligt traditionen en präst som tog hand om påve Calixtus kropp efter det att den hade kastats i en brunn. Austerius begravde Calixtus nattetid, men blev upptäckt och led martyrdöden. Han kastades i Tibern och hans döda kropp skall ha flutit iland vid Ostia.
På 1400-talet ändrades kyrkans namn till Sanctae Aurea Castri Senensis, vilket är dokumenterat i Nicola Signorilis förteckning över Roms kyrkor från år 1425. I en förteckning upprättad under Pius V (1566–1572) har kyrkan namnet S. Aurea in strada Giulia. Aurea var en kristen flicka som vägrade att offra till de hedniska romerska gudarna och blev som straff kastad i havet. Hon blev senare Ostias skyddshelgon. I slutet av 1400-talet uppfördes basilikan Sant'Aurea i Ostia.
Påve Pius V förlänade 1572 denna kyrka åt den napolitanska kommuniteten i Rom, vilken hade som intention att bygga om kyrkan och uppföra ett härbärge för napolitanska pilgrimer. Ottaviano Mascherino gjorde upp ritningar för en ombyggnad, men han avled 1606. Den egentliga ombyggnaden av kyrkan inleddes inte förrän 1619 och avslutades 1650. Fasaden, ritad av Cosimo Fanzago, hade ett ovanligt brutet pediment i övervåningen.
En genomgripande restaurering genomfördes av Carlo Fontana i början av 1700-talet. År 1772 företogs ytterligare renoveringar av Nicola Forti. Antonio Cipolla gav kyrkan en ny fasad 1853. Ovanför ingångsportalen har Pietro Gagliardi målat fresken Den helige Andes förhärligande.

## Interiör
Absidens fresk är ett verk av Pietro Gagliardi och framställer Bebådelsen. Kupolfresken Den heliga Treenigheten med änglar och helgon är utförd av Giuseppe Passeri år 1707.
Kyrkan har sex sidokapell, tre på var sida.

### Höger sida
Cappella di San Francesco di Paola
Första sidokapellet på höger hand är invigt åt den helige Franciskus av Paola. Altarmålningen Den helige Franciskus av Paola botar ett barn utfördes 1720 av Bonaventura Lamberti.
Det andra kapellet hyser kardinal Giovanni Battista de Lucas gravmonument i polykrom marmor, utfört efter 1690 av Domenico Guidi.
Cappella del Santissimo Crocifisso
I det tredje kapellet, invigt åt den korsfäste Kristus, har Pietro Gagliardi utfört fresken Den döende Jesus på Korset.

### Vänster sida
Cappella di San Tommaso d'Aquino
Första sidokapellet på vänster hand är invigt åt den helige Thomas av Aquino. Altarmålningen, vilken framställer titelhelgonet, är ett verk av Domenico Maria Muratori.
Cappella della Madonna del Fulmine
I kapellet återfinns den undergörande ikonen Madonna del Fulmine, vilken tillskrivs Antoniazzo Romano.
Cappella di San Gennaro
Det tredje kapellet till vänster är invigt åt den helige Januarius, Neapels skyddspatron. Luca Giordano har utfört målningen Den helige Januarius martyrium.

## Bilder
| - Santo Spirito dei Napoletani, akvarell utförd av Achille Pinelli år 1834. Akvarellen visar Cosimo Fanzagos fasad från år 1649. - Kardinal Giovanni Battista de Lucas gravmonument, utfört av Domenico Guidi. |